# Tokyo Lift-Off Film Festival
Tokyo Lift-Off Film Festival är en filmfestival som är inriktad på independentfilm och ingår i det globala Lift-Off-nätverket. Galan hålls på våren varje år i Tokyo.